# Acrotylus knipperi
Acrotylus knipperi är en insektsart som beskrevs av Kevan, D.K.M. 1961. Acrotylus knipperi ingår i släktet Acrotylus och familjen gräshoppor. Inga underarter finns listade i Catalogue of Life.